# Monestir de Sant Miquel de Cruïlles
Sant Miquel de Cruïlles és un antic monestir romànic benedictí del veïnat de Sant Miquel de Cruïlles, al municipi de Cruïlles, Monells i Sant Sadurní de l'Heura (Baix Empordà). Es troba a 4 km de la Bisbal d'Empordà per la carretera de Cassà de la Selva. És una obra declarada bé cultural d'interès nacional.

## Descripció

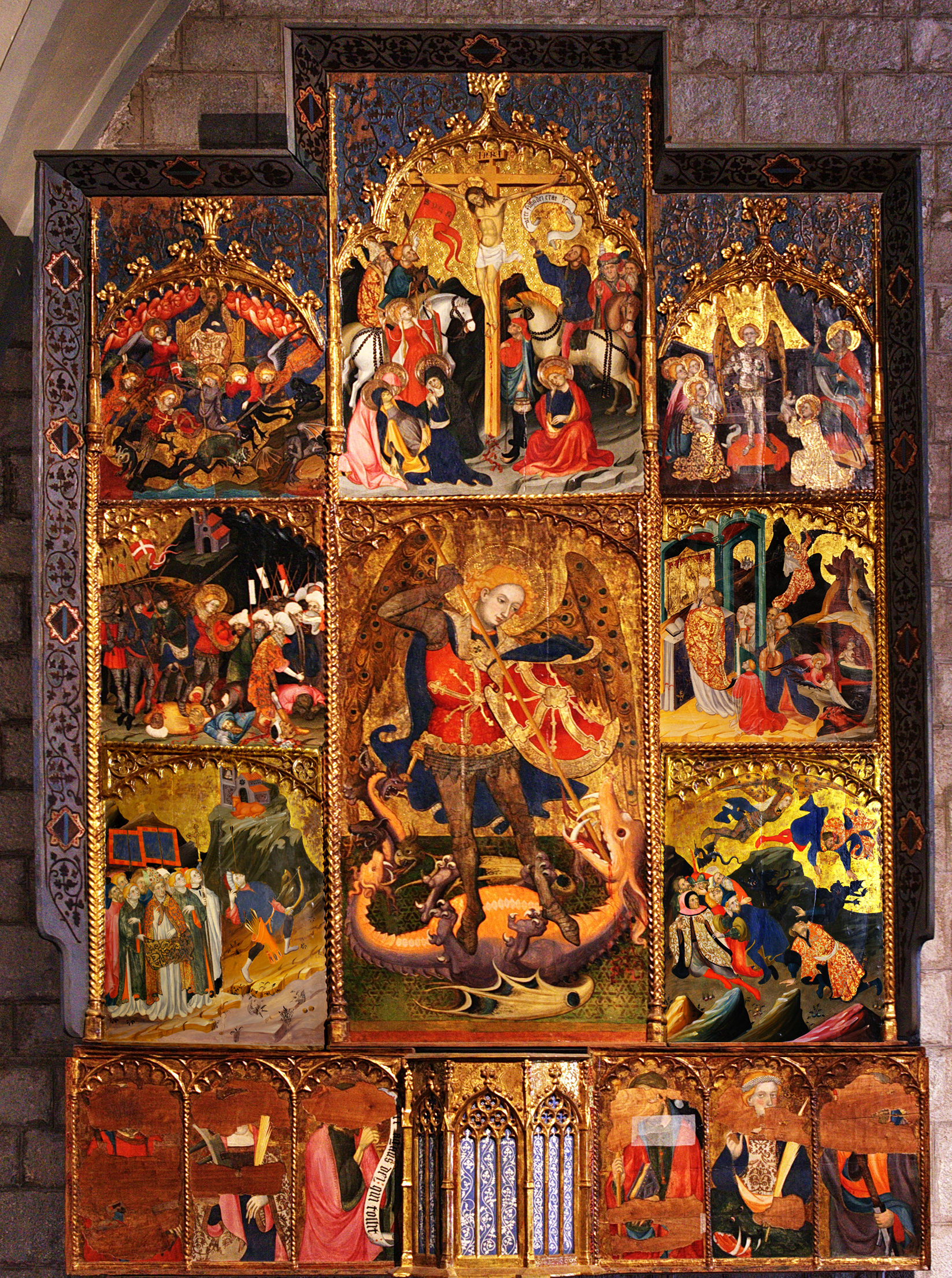
El retaule del monestir es conserva al Museu d'Art de Girona, juntament amb un Crist en majestat i la biga d'un baldaquí.

L'església és de planta basilical, de tres naus, amb el transsepte sobresortint i tres absis semicirculars. Un cimbori amb cúpula s'alça damunt el creuer. L'estructura basilical no és visible en alçat, ja que les tres naus posseeixen una única coberta a dues vessants. Les voltes són de canó a les tres naus, sobre pilars cruciformes i arcs torals de mig punt, i al transsepte, i de quart d'esfera als absis. Una decoració llombarda de dobles arcuacions entre lesenes cobreix la capçalera, i un fris seguit d'arcuacions els murs laterals. La volta de la crugia de l'extrem occidental del temple s'enfonsà, i al segle xvi es construí una nova façana a nivell del primer arc toral, escurçant l'església. Del frontis romànic, en resta la part inferior amb la porta d'un sol arc extradossat com els d'algunes finestres, les quals són de doble biaix a la capçalera i al costat S, i d'un sol biaix al N. Al costat S s'hi adossà una torre quadrada, potser l'antic cloquer, romànica però més tardana que l'església, que no conserva la part alta. Al NW es dreça un campanar d'època posterior.
L'església presenta aparell de còdols i pedres desbastades, amb carreus ben escairats a les cantoneres, lesenes, obertures i arcs. Al fons de l'absis hi ha fragments de pintures romàniques. Hi ha dos ossaris gòtics (1348, 1393) del casal dels Cruïlles, així com diverses sepultures dels segles xvi i xvii. Té interès la pica baptismal i alguns elements romànics solts. L'absis conserva fragments de pintures murals romàniques, entre els quals destaca el registre inferior, pintat a manera d'un teixit oriental imitant cortinatges on hi ha una triple filera de lleons enfrontats dos a dos, blancs sobre fons vermell. En altres indrets del temple hi ha nous fragments de pintures, i a l'espai pintat de l'absis interessants grafits medievals. Al sud de l'església hi ha restes de les antigues dependències del monestir, part de les quals han estat transformades en una masia, que ocupa el lloc de l'antiga casa prioral, refeta al segle xvi. A la seva façana de migdia hi havia una galeria renaixentista, amb columnes toscanes, que va desaparèixer del seu lloc en ser venuda. Entre la casa i l'església resta l'espai corresponent al claustre, avui desaparegut, que és tancat per un mur romànic que conserva dues finestres geminades.

## Història

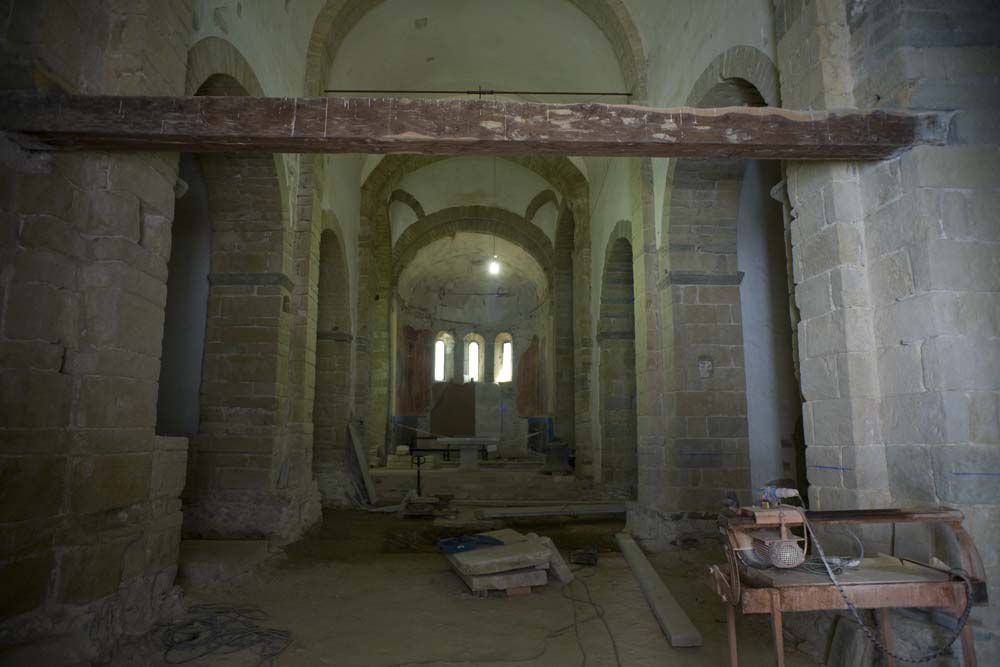
Interior del temple durant les obres de restauració.

L'església de Sant Miquel de Cruïlles, que data de la primera meitat del segle xi, fou dotada entre 1031 i 1057 pels senyors de Cruïlles. L'any 1057 la seva comunitat monàstica fou unida al monestir italià de San Michele della Chiusa (Piemont, Itàlia). L'any 1144 passà a dominar l'església parroquial de Santa Eulàlia de Cruïlles, i també en depengué el priorat de Sant Genís de Rocafort (Martorell), fundat vers el 1100. L'any 1485 el cenobi va ser saquejat pels remences. L'any 1592 el Papa l'incorporà a l'abadia gironina de Sant Pere de Galligants, quan ja només hi havia el prior i un sacerdot. El darrer prior fou Joaquim Ferrer de Sitjar (1580-1608). Posteriorment l'església passà a ser sufragània de Santa Eulàlia de Cruïlles. El 1835, arran de la desamortització, el monestir (tret de l'església) passà a mans particulars.
Amb la localització d'una part important dels fons documentals del monestir a l'Arxiu de la Corona d'Aragó, Elvis Mallorquí va iniciar una recerca sobre l'edició dels documents anteriors a 1300 acompanyada per un estudi sobre els primers segles d'història del monestir: la fundació, la constitució i la gestió del patrimoni territorial, la comunitat benedictina i la relació amb altres institucions eclesiàstiques –les parròquies, des de l'any 1144 va posseir la parròquia de Santa Eulàlia de Cruïlles i el priorat de Sant Genís de Rocafort, el bisbe, l'abadia de San Michele della Chiusa- i l'influx sobre els habitants de la vila formada a redós dels edificis del monestir. Durant el 2009 i 2010 es van restaurar i es va descobrir que són similars a les existents al Saló del Tinell de Barcelona.
Des de l'any 2008 i fins a l'actualitat, el Consell Comarcal del Baix Empordà, conjuntament amb altres administracions, ha iniciat diverses tasques de restauració de l'església. Les principals s'han centrat en l'assentament de l'estructura de l'edificació, l'eliminació d'humitats, la conservació i preservació de les pintures romàniques dels lleons i la traïció de Judes, i una intervenció arqueològica en extensió de les tres naus que conformen l'edifici. El 2009 es van descobrir unes pintures del segle xiii.